# Bildungssoftware
Unter Bildungssoftware versteht man jede Software, die sich für Bildungszwecke verwenden lässt.
Geprägt hat den Begriff der österreichische Mediendidaktiker Peter Baumgartner in Anlehnung an den englischen Fachbegriff educational software, der sich allerdings besser mit Lernsoftware übersetzen lässt. Auch der in der deutschsprachigen Mediendidaktik gebräuchliche Begriff Unterrichtssoftware ist enger gefasst als Baumgartners Begriff.
Baumgartner unterteilt Bildungssoftware in fünf Kategorien:
- Mikrowelten und Modellbildung
- Präsentations- und Visualisierungsprogramm
- Drill- und Testsoftware
- Tutorensysteme
- Simulationen

Gegen die Verwendung des Begriffs sind wiederholt Einwände vorgebracht worden, insbesondere da es sich bei „Bildungssoftware“ nicht um eine spezifische Art von Software, sondern um eine spezifische Art der Benutzung von Software handele. Daher sei der Begriff so unscharf definiert, dass er für manche wichtigen Anwendungen, z. B. als Entscheidungsgrundlage für die finanzielle Förderung von Softwareentwicklungsprojekten, kaum brauchbar sei. Nützlich sei er Begriff hingegen für die Klassifikation von Programmen und Systemen, die – wie z. B. Programmiersprachen für Kinder – zwar speziell zum Lernen geschaffen worden sind, aber weder den Definitionen von Lern- noch von Unterrichtssoftware im Zusammenhang des E-Learning entsprechen.